# Гемелюм
Гемелюм (нід. Hemelum) — село в нідерландській провінції Фрисландія. Входить до муніципалітету Південно-Західна Фрисландія. Його населення станом на 2017 рік складало 610 осіб.